# Бобоев, Юлчи
Юлчи Бобоев (Юльчи Бабаев) — советский хозяйственный, государственный и политический деятель.
Участник Великой Отечественной войны. Член КПСС с 1939 года.

## Биография
Родился в семье батрака в 1912 году в Ходжентском уезде Самаркандской области Туркестанского края Российской империи (ныне деревня Унджи Гафуровского района Согдийской области Таджикистана).
Начинал в 1930 году секретарем кишлачного совета Унджи, затем редактором Ленинабадской областной газеты «Стахановчи».
Член Коммунистической партии с 1939 года.
С декабря 1941 по 20.10.1945 на военной службе. Воинское звание: капитан. Воинская часть: 263 сп ВВ НКВД, САВО
С 1945 года — на хозяйственной, общественной и политической работе. В 1945—1949 гг. — редактор газеты «Хакикати Ленинобод», в 1949—1959 годах — председатель Ленинабадского горисполкома, с 1959 по 1961 — первый секретарь Ура-Тюбинского горкома КП Таджикистана, затем до 1972 года — начальник облмясомолпрома, горбытуправления, заместитель начальника облбытуправления.
Избирался депутатом Верховного Совета Таджикской ССР 3-го, 4-го и 5-го созывов.
Умер в Худжанде в 1994 году.

## Награды
Орден Отечественной войны II степени (06.04.1985)